# Таскудик (Саркандський район)
Таскуди́к (каз. Тасқұдық) — село у складі Саркандського району Жетисуської області Казахстану. Входить до складу Бакалинського сільського округу.
У радянські часи село називалось Кірово або імені Кірова.
Населення — 280 осіб (2021; 288 у 2009, 348 у 1999, 333 у 1989).